# Olargues
Olargues este o comună în departamentul Hérault din sudul Franței. În 2009 avea o populație de 614 de locuitori.

## Evoluția populației
| An        | 1975 | 1982 | 1990 | 1999 | 2006 | 2009 |
| --------- | ---- | ---- | ---- | ---- | ---- | ---- |
| Populație | 518  | 529  | 512  | 571  | 592  | 614  |